# Otto Eissfeldt
Otto Eissfeldt (1er septembre 1887 - 23 avril 1973) est un philologue et exégète spécialiste d'épigraphie sémitique luthérien et un universitaire allemand, spécialiste de l'Ancien Testament et d'histoire religieuse comparée. Il est également un spécialiste de religion phénicienne.

## Biographie
Otto Eissfeldt est professeur d’Ancien testament, de langues orientales et d’histoire des religions à l'université Martin-Luther de Halle-Wittemberg de 1922 à 1957. Il est recteur de l'université de 1945 à 1948.
Il est élu membre associé de l'Académie des inscriptions et belles-lettres.